# Andrija Kačić Miošić
Andrija Kačić Miošić, hrvaški frančiškanski redovnik, pisatelj in pesnik, * 17. april 1704 Brist pri Makarski, † 12. december 1760, Zaostrog.
Kot mnogi drugi razumniki tistega časa je tudi Miošić napisal filozofski traktat v latinščini z naslovom Elementa peripatheticae. Izdal je tudi kroniko Korabljica (1760). Trajno mesto v hrvaški književnosti pa si je pridobil s knjigo napisano v prozi in verzih Razgovor ugodni naroda slovinskog. (1756).
1. ↑  Record #118996762 // Gemeinsame Normdatei — 2012—2016.